# محمد أزارهازين
محمد أزارهازين (مواليد 8 يناير 1951) هو ملاكم إيراني، مثّل بلاده في الألعاب الأولمبية الصيفية 1976.

## روابط خارجية
محمد أزارهازين على موقع أوليمبيديا (الإنجليزية)